# 布劳斯科加比格兹
布劳斯科加比格兹是冰岛南部区的市镇。市镇面积为3,300平方公里，人口数量为1,280人（2023年）。该市镇成立于2002年，由三个市镇合并而成。